# Carlos Osuna (director)
Carlos Osuna (Bogotá, 20 de septiembre de 1980) es un director de cine y guionista colombiano, reconocido por sus largometrajes de corte surrealiasta Gordo, calvo y bajito (2012) y Sin mover los labios (2017), ambos ganadores de premios a nivel internacional.

## Carrera
Osuna nació en la ciudad de Bogotá. En 2003 se graduó en artes visuales en la Pontificia Universidad Javeriana. Tras realizar varios cortometrajes y producciones audiovisuales con repercusión en eventos fílmicos, en 2012 estrenó su primer largometraje, Gordo, calvo y bajito, protagonizado por Álvaro Bayona. La película, realizada con la técnica de rotoscopia, ganó una mención en los Premios Free Spirit  en el Festival Internacional de Cine de Varsovia y fue reconocida en otros eventos internacionales.
En 2007 fundó la compañía cinematográfica Malta Cine SAS junto al productor Juan Mauricio Ruiz, con la que desarrolló Gordo, calvo y bajito y su segundo cortometraje, el surrealista Sin mover los labios de 2017. Para esta cinta volvió a contar con la participación del actor Álvaro Bayona. Otra destacada producción audiovisual, hizo parte de la Selección Oficial del Festival Internacional de Cine de Estocolmo, del Stoned Film Festival y del Festival de Cine de Brasilia, entre otros. Su tercer largometraje, El concursante, se encuentra en proceso de posproducción.

## Filmografía destacada

### Como director
- 2019 - El concursante
- 2017 - Sin mover los labios
- 2012 - Gordo, calvo y bajito